# Arquitectura neopueblo

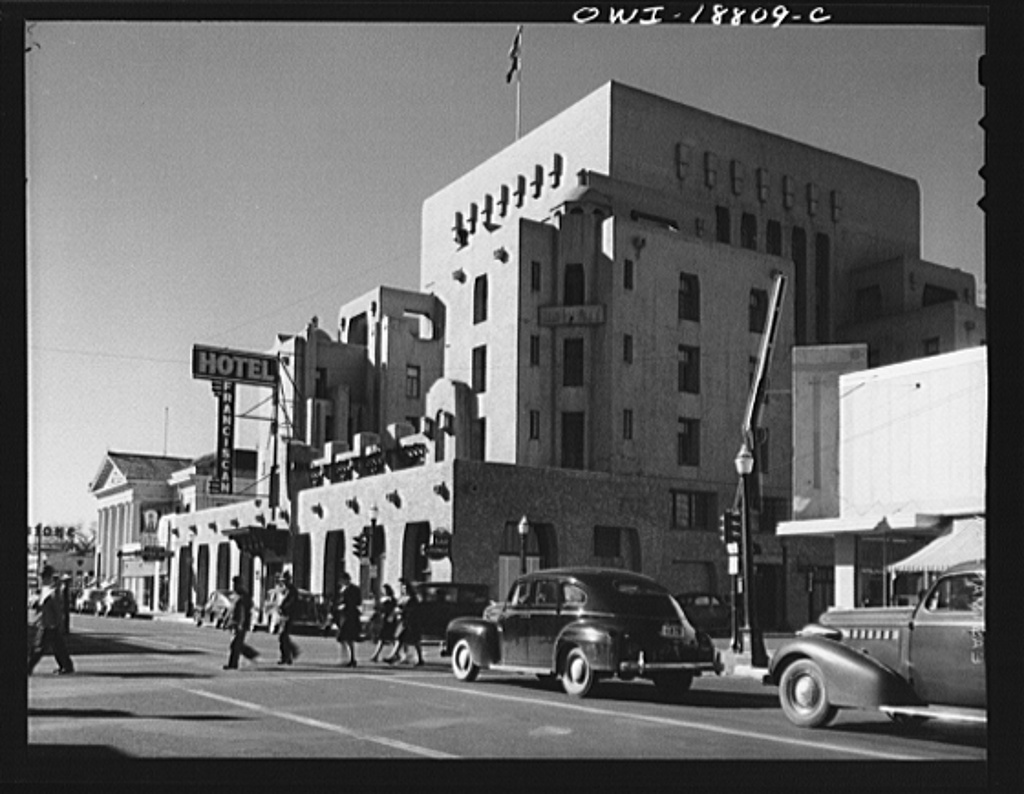
El antiguo Hotel Franciscan (1943) en Albuquerque.

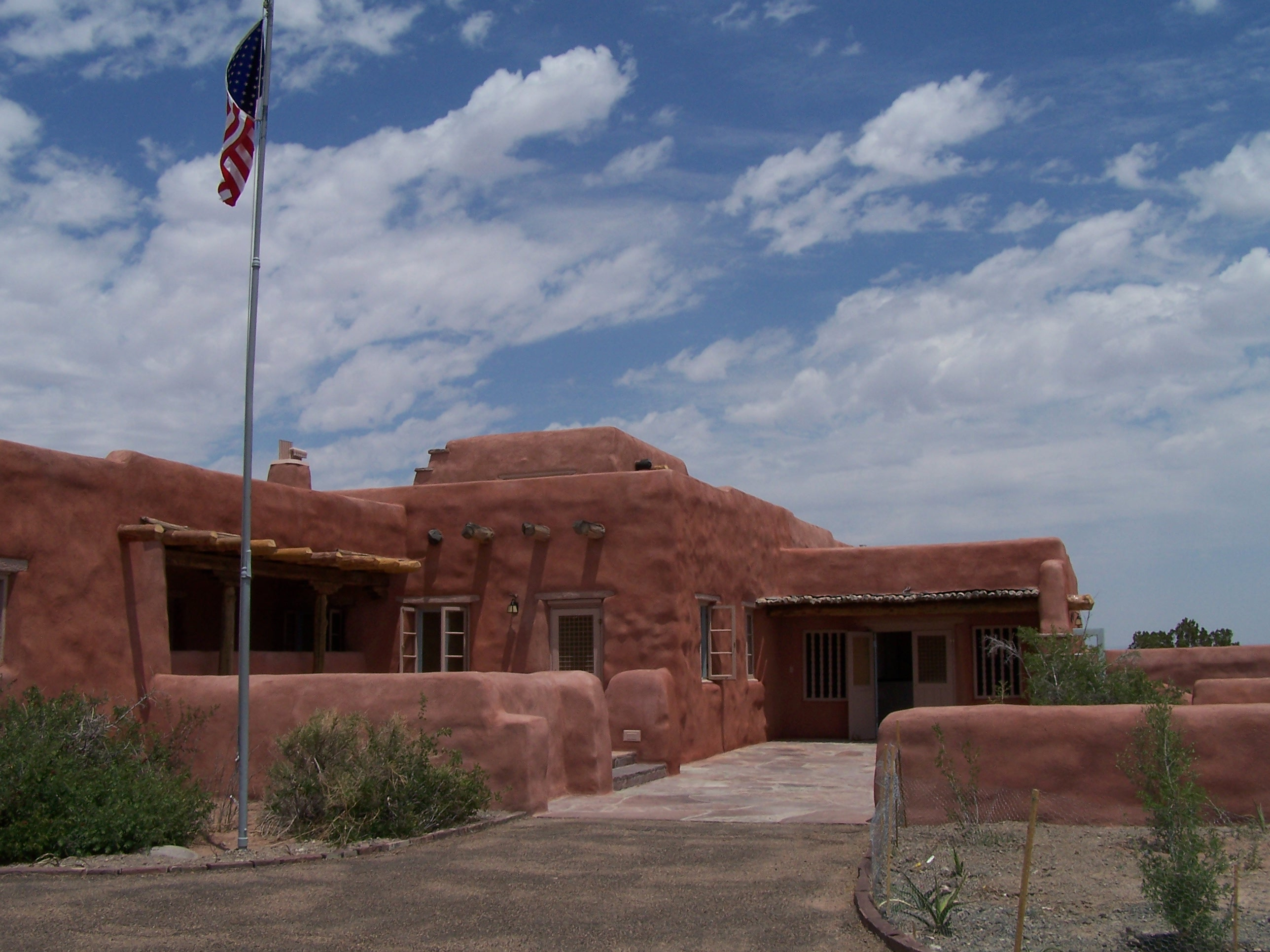
El Painted Desert Inn, un Hito Histórico Nacional en Arizona.

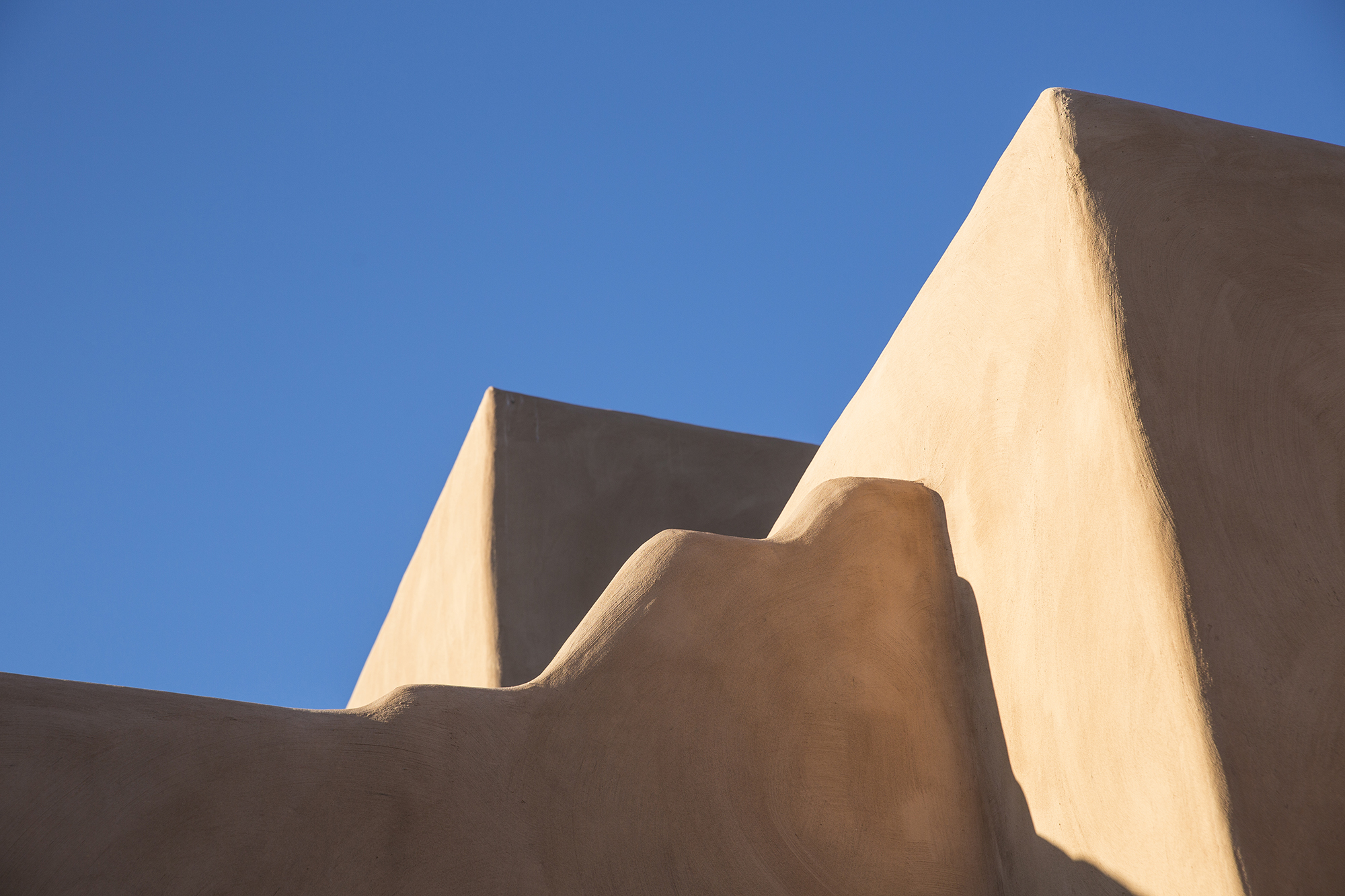
Detalle de la arquitectura de adobe, La Fonda, Santa Fe, Nuevo México.

La arquitectura neopueblo, Pueblo Revival o estilo Santa Fe es un estilo arquitectónico regional del suroeste de los Estados Unidos, que está inspirado en la arquitectura tradicional de los indios pueblo y de las misiones españolas en Nuevo México. El estilo se desarrolló a principios del siglo xx y alcanzó su mayor popularidad en las décadas de 1920 y 1930, aunque todavía se sigue usando con frecuencia en edificios nuevos. La arquitectura neopueblo es más frecuente en el estado de Nuevo México.

## Características
La arquitectura neopueblo imita el aspecto de la arquitectura tradicional de adobe de los indios pueblo, aunque a menudo este material se sustituye por otros materiales como ladrillos u hormigón. Si no se utiliza adobe, se usan esquinas redondeadas, pretiles irregulares y muros gruesos y rústicos para simularlo. Habitualmente los muros están estucados y pintados con tonos de la tierra. Los edificios de varias plantas usan con frecuencia una volumetría escalonada similar a la presente en el Pueblo de Taos. Las cubiertas siempre son planas. Entre los elementos característicos del estilo neopueblo se encuentran las vigas de madera que sobresalen de la cubierta, que a veces no tienen ningún propósito estructural, las ménsulas, los soportes de vigas curvos —a menudo estilizados— y las latillas, que son ramas peladas o tiras de madera colocadas sobre las vigas para crear la base de una cubierta, que por lo general soportan tierra o arcilla.

## Historia

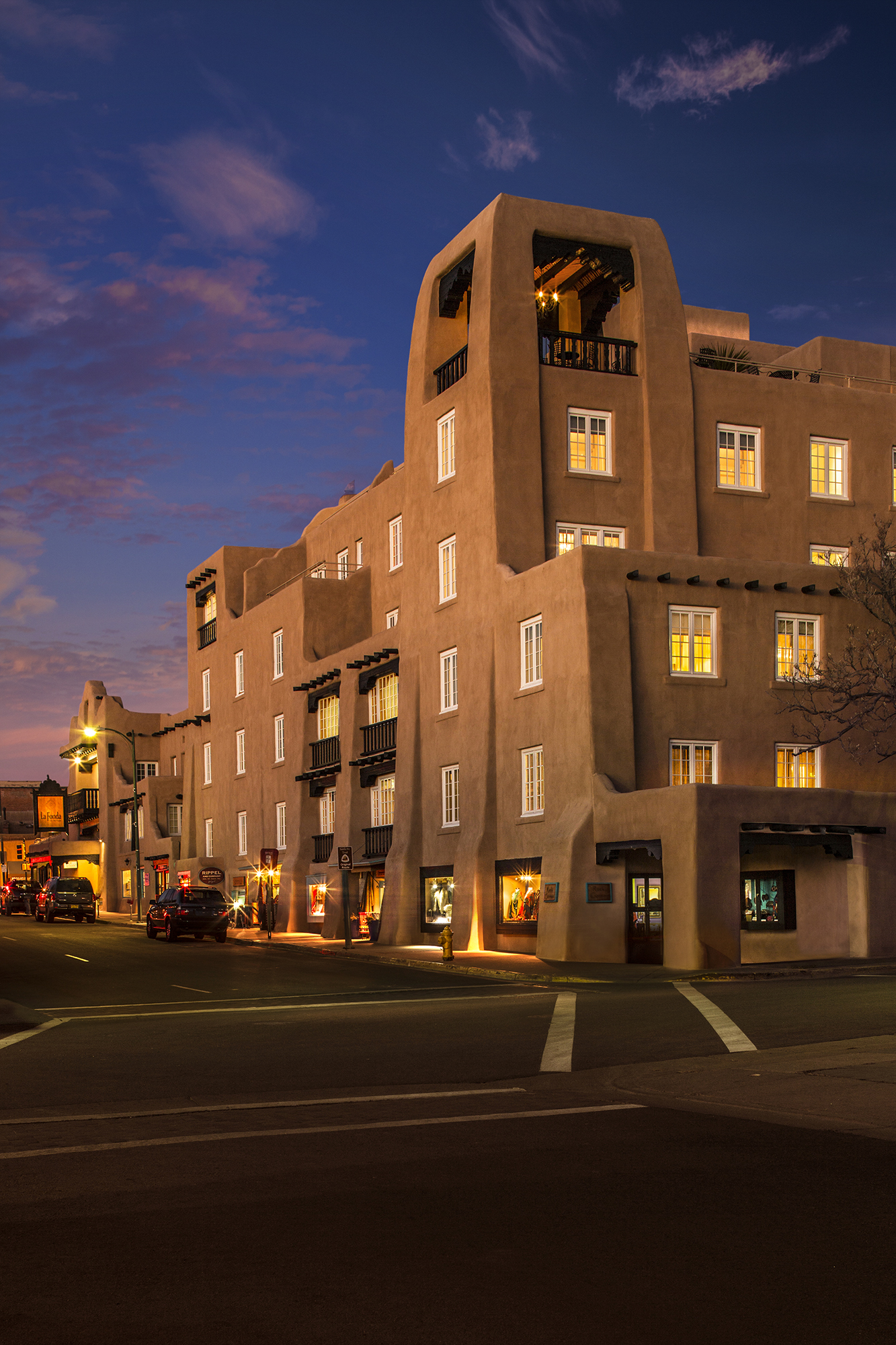
Vista del hotel La Fonda desde el suroeste, construido en 1922 y remodelado en 1929.

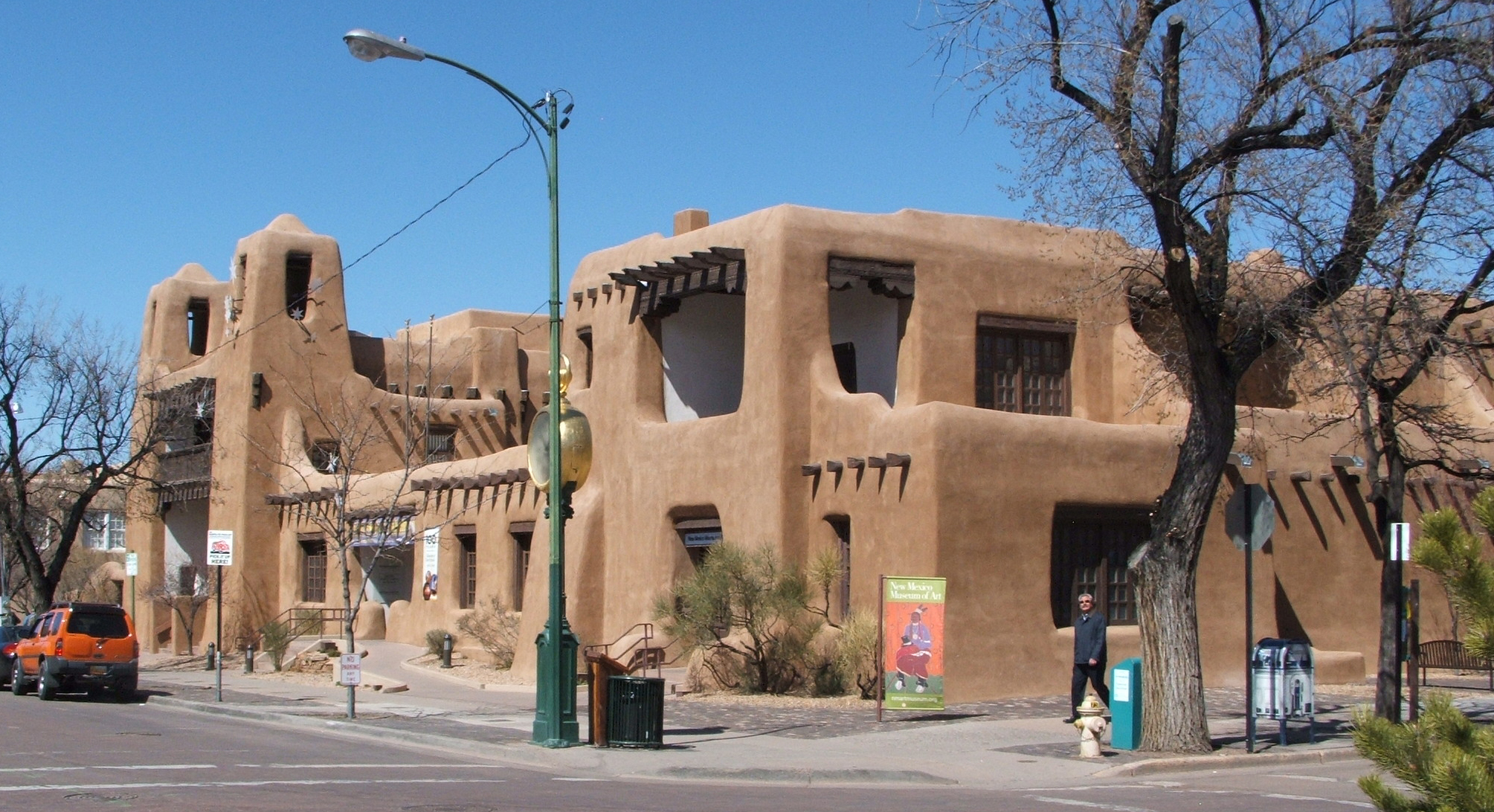
El Museo de Arte de Nuevo México.

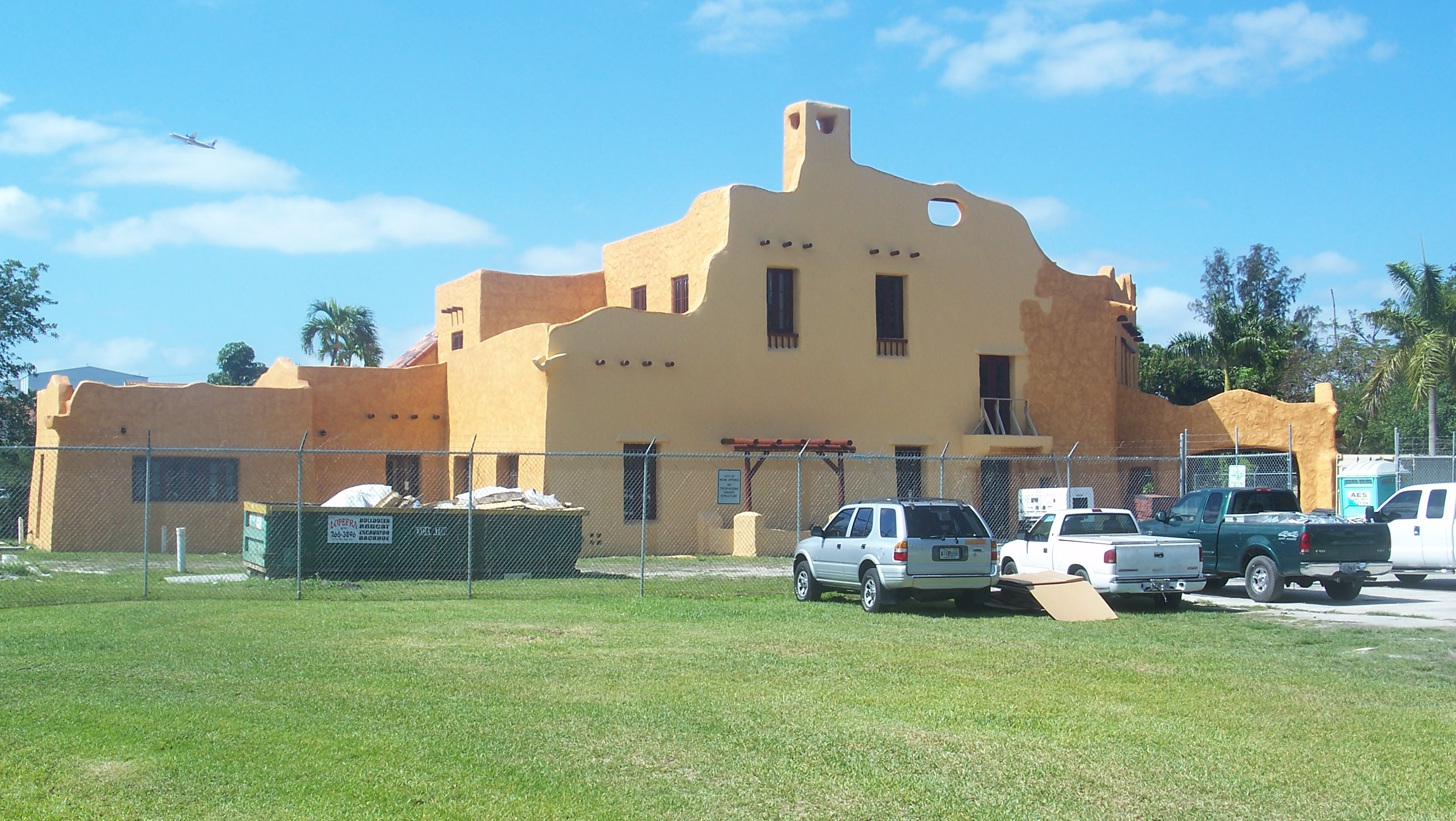
La Mansión de Glenn Curtiss.

La arquitectura regional en la que se inspira el estilo neopueblo se encuentra principalmente en Nuevo México y Arizona, pero también en Colorado. Aunque esta corriente se asocia principalmente con el estado de Nuevo México, también se construyeron muchos de sus primeros ejemplos en otros estados del oeste de los Estados Unidos. En la década de 1890, el arquitecto A. C. Schweinfurth incorporó elementos neopueblo en varios de los edificios que diseñó en California. La Casa Hopi (1904) de Mary Elizabeth Jane Collter, situada en el parque nacional del Gran Cañón, se basó significativamente en el estilo neopueblo. En 1908, el arquitecto Isaac Rapp usó la iglesia de San Estevan del Rey del Pueblo de Acoma como modelo para diseñar el almacén de la Colorado Supply Company en Morley (Colorado).
El estilo neopueblo hizo su primera aparición en Nuevo México en la Universidad de Nuevo México en Albuquerque, cuyo presidente, William G. Tight, adoptó este estilo en varios edificios construidos durante su mandato. El más conocido es la remodelación en 1908 del Hodgin Hall, aunque anteriormente se había construido una nueva planta de calefacción y la Estufa. Casi todos los edificios posteriores de la universidad han adoptado también el estilo neopueblo, aunque con interpretaciones cada vez más libres.
El otro baluarte de la arquitectura neopueblo es Santa Fe, donde fue popularizado en las décadas de 1920 y 1930 por un grupo de artistas y arquitectos que buscaban crear una identidad regional propia. En 1957, un comité dirigido por John Gaw Meem redactó la Santa Fe "H" Historical District Regulations Ordinance No. 1957-18, conocida habitualmente como la Historical Zoning Ordinance («ordenanza de zonificación histórica»). Esta ordenanza obligó al uso del «antiguo estilo Santa Fe», que abarca «los llamados estilos pueblo, pueblo-español o español-indio y territorial», en todos los edificios nuevos del centro de Santa Fe. Esta ordenanza sigue en vigor, lo que hace que el estilo neopueblo continúe predominando en la ciudad.
Todavía se construyen casas de estilo neopueblo con frecuencia en Albuquerque, Santa Fe y otros lugares. También se han usado versiones modernizadas de este estilo en edificios nuevos, comerciales y públicos, como la terminal del Aeropuerto Internacional Sunport (1966) y los edificios más recientes de la Universidad de Nuevo México.

## Edificios notables
- Estufa, Universidad de Nuevo México, Albuquerque, Nuevo México (1906).
- Hodgin Hall, Universidad de Nuevo México, Albuquerque, Nuevo México (1908).
- Museo de Arte de Nuevo México, Santa Fe, Nuevo México (1917).
- Hotel La Fonda, Santa Fe, Nuevo México (1922, remodelado en 1929).
- Mansión de Glenn Curtiss, Miami Springs, Florida (1925).
- Centro de visitantes, Monumento Nacional Bandelier (década de 1930).
- Biblioteca Zimmerman, Universidad de Nuevo México, Albuquerque, Nuevo México (1938).
- Painted Desert Inn, parque nacional del Bosque Petrificado (1940).
- Cabot's Pueblo Museum, Desert Hot Springs, California (1921-1945).